# Andrei-Gheorghe Király
Andrei-Gheorghe Király (n. 3 februarie 1947, Arad) este un politician român, membru al Parlamentului României în legislatura 2004-2008. Andrei-Gheorghe Király a fost ales deputat pe listele UDMR și a fost membru în grupurile parlamentare de prietenie cu Republica Italiană, Republica Turkmenistan, Republica Algeriană Democratică și Populară, Republica Portugheză, Republica Coreea. Conform biografiei sale oficiale, Andrei-Gheorghe Király a fost membru al PCR în perioada 1973-1989. La data de 1/03/207, Colegiul Național pentru Studierea Arhivelor Securității a stabilit că Andrei-Gheorghe Király nu a fost agent/colaborator al poliției politice comuniste.

## Legături externe
- Andrei-Gheorghe Király[nefuncțională – arhivă]
 la cdep.ro

1. ↑  Wayback Machine (PDF), cnsas.ro